# Fort Belvedere (Windsor Great Park)
Fort Belvédère est une maison de campagne anglaise classée monument historique Grade II, située à Shrubs Hill, dans le Windsor Great Park, dans le Surrey. Le fort fut en grande partie construit par Jeffry Wyattville dans les années 1820 et reflète un style néo-gothique.
Le fort fut occupé de 1750 à 1976 par de nombreux membres de la famille royale britannique et des personnes qui lui sont liées. À partir de 1929, Fort Belvédère fut la résidence d'Édouard VIII, prince de Galles qui rénova considérablement la maison et le parc. Ce fut également là qu'il abdiqua en 1936.
La propriété appartient toujours à la Couronne, elle est actuellement occupée par des locataires privés. Elle n'est pas ouverte au public.

## Lieux
Le domaine lié au Fort Belvedere est situé à l'extrémité sud du Windsor Great Park, dans la paroisse d'Egham, dans le borough de Runnymede, Surrey. Bien que situé dans le Surrey, la ville la plus proche du fort est Sunningdale, dans le Berkshire. Le fort se trouve sur Shrubs Hill, une colline dominant Virginia Water Lake. Il est à environ 35 km de Londres, et Édouard, prince de Galles, se vantait dans les années 1930 de pouvoir apercevoir avec une « lorgnette » la cathédrale Saint-Paul depuis le fort.
Le nom donné au fort, « Belvedere », est dû à sa position avantageuse qui permet également d'être un « point de mire » pour le parc.

## Histoire ancienne
Fort Belvedere fut construit pendant la période 1750-1755 par Henry Filtcroft pour le prince William Augustus, duc de Cumberland et fils cadet du roi George II et de la reine Caroline. Il figura dans des gravures en 1753 et 1754, où il était décrit comme le « Nouvel édifice sur Shrubb Hill ».
À l'origine, il s'agissait simplement d'une fabrique de jardin. Il était utilisé comme résidence d'été, à partir de laquelle, du haut de la tour du mât, on pouvait apercevoir sept comtés, comme c'est encore le cas aujourd'hui. La structure à tourelle triangulaire était située au beau milieu d'une dense plantation d'arbres, dominant Virginia Water Lake, un plan d'eau artificiel construit par Thomas et Paul Sandby à la demande du duc.
Sir Jeffry Wyattville qui, sous le roi George IV, était chargé de la reconstruction du château de Windsor, agrandit le manoir en 1828 pour un coût de 4 000 £. Parmi les ajouts, il y eut une salle octogonale située au nord-est où le roi dînait régulièrement. Une annexe de trois étages fut également ajoutée pour loger le bombardier. Militaire d'artillerie ayant grade de caporal, avec un nouveau mur reliant une tourelle rehaussée qui fut dotée d'un grand mât. En 1829, d'autres détails gothiques supplémentaires mirent l'intérieur et l'extérieur du fort en valeur. Ce dernier est construit avec de la brique lavée pour lui donner l'apparence de la pierre.
La reine Victoria utilisait le Fort Belvedere comme maison de thé, et le fort fut ouvert au public dans les années 1860.
En 1910, le fort fut occupé comme résidence attitrée par Sir Malcolm Murray, le contrôleur du duc de Connaught (en). Le duc était le propriétaire de Bagshot Park, une résidence située à proximité. Le fort fut agrandi avec une nouvelle aile de service et un porche d'entrée en 1911-1912 qui fut par la suite démoli. La salle à manger et le salon furent également agrandis et de nouvelles loges d'entrée furent construites. Après le départ de Murray, le fort fut décrit en 1929 comme souffrant de « profonds pouces de poussière, de portes fendues et de planchers s'affaissant ».
Les ruines dans le parc peuvent s'apercevoir de la rive de Virginia Water Lake et font partie d'un ancien temple ramené de Leptis Magna, près de Tripoli. Les ruines sont situées entre la rive sud et Blacknest Road, près de la jonction avec la London Road A30 et Wentworth Drive.

## Le roi Édouard VIII
En 1929, le bâtiment devint vacant, et le roi George V le donna à son fils, le prince Édouard, prince de Galles. Le roi avait d'abord exprimé sa surprise lorsqu'Édouard lui avait fait la demande suivante: « Qu'est-ce qui fait que l'on puisse bien désirer un lieu comme celui-là, vieux et étrange? Ces week-ends maudits, je suppose », puis, il avait souri et donné son autorisation. La résidence précédente d'Édouard était York House (en), qui faisait partie du palais St. James à Londres et qu'il considérait « davantage comme un bureau qu'une maison. » Édouard écrira plus tard qu'il « avait créé une maison au fort tout comme mon père et mon grand-père en avait créé une à Sandringham ... ici, j'ai passé quelques-uns des plus beaux jours de ma vie. »
Pendant la période où Édouard y résida, une vaste rénovation de l'intérieur et du parc fut réalisée.
« J'en suis arrivé à aimer le Fort comme nulle autre chose matérielle - peut-être parce que c'est tellement moi qui l'ai créé
Édouard, duc de Windsor. »
Dans les années 1931-1932, Édouard construisit au fort une piscine qui remplaça un vieil étang de lis, ainsi qu'un court de tennis et des écuries dans le parc. Édouard ajouta des commodités modernes dont la plupart étaient encore rares dans les foyers britanniques, on trouvait par exemple des salles de bains dans presque toutes les pièces, un hammam, des douches, des placards encastrés et le chauffage central. Le prince rénova d'abord la maison avec l'aide de sa maîtresse d'alors, Freda Dudley Ward. Il n'y eut qu'une seule pièce, le salon, qui échappa aux travaux de rénovation d'Édouard en 1959. Les murs peints du salon avaient été conçus de manière à ressembler aux lambris de pin d'un pavillon de chasse écossais. Le coût total de la redécoration, plomberie et réparations y compris, s'élevait à 21 000 £.
La relation entre Édouard et Wallis Simpson s'épanouit au Fort Belvédère; le couple y passa un premier week-end à la fin du mois de janvier 1932, et au début de l'année 1935, deux pièces étaient réservées à Wallis pour son usage personnel. De notables décorateurs d'intérieur travaillaient au fort: Sibyl Colefax, Lady Mendl, Maison Jansen, et Herman Schrijver. La plupart des week-ends, Édouard et Wallis recevaient en ce lieu, parmi les invités présents se trouvaient « courtisans et diplomates, hommes d'affaires américains et membres de la société anglaise, garnie d'une pincée d'hommes d'État, de soldats et de marins ». Giles Gilbert Scott ajouta une aile au fort réservée aux hôtes, à la suite de l'accession au trône d'Édouard en 1936. Cette même année, Wallis s'installa définitivement au fort après avoir reçu des lettres de menaces anonymes, et quitta le Fort Belvedere pour la dernière fois le 3 décembre 1936, une semaine avant l'abdication d'Édouard.
Des dossiers issus du Bureau du Cabinet publiés en 2013 révélèrent qu'au cours du mois de décembre 1936, le ministre de l'Intérieur, Sir John Simon, avait ordonné au General Post Office d'intercepter les communications téléphoniques d'Édouard entre le fort et le continent européen. Les représentants du gouvernement eurent d'autres frayeurs car Édouard avait l'habitude de laisser ses « boîtes rouges » officielles sans surveillance autour du fort.
À la suite de l'opposition du gouvernement britannique et des dominions autonomes du Commonwealth of Nations à l'éventuel mariage d'Édouard et de Simpson, le fort devint le décor final de l'abdication du roi Édouard. Ce dernier tint plusieurs réunions au fort avec le Premier ministre Stanley Baldwin durant la crise, et le 10 décembre 1936, Édouard y signa sa notification écrite d'abdication, en présence de ses trois frères, plus jeunes que lui : le prince Albert, duc d'York (qui succéda à Édouard sous le nom de George VI); le prince Henry, duc de Gloucester ; et le prince George, duc de Kent. Le lendemain, elle reçut une forme législative grâce à un acte du parlement spécial : la loi sur la déclaration d'abdication de Sa Majesté de 1936. À la suite de son abdication au fort, Édouard décrivit ses sensations « tel un nageur émergeant d'une grande profondeur... J'ai quitté la salle et suis sorti, inhalant l'air frais du matin. » Édouard conserva le livre d'or du fort qui allait honorer toutes ses futures résidences.
Édouard continua à payer les jardiniers, l'assurance et l'entretien du fort dans les premières années qui suivirent son abdication, c'était son souhait d'y retourner. Tout ce qu'Édouard possédait au fort fut transféré au château de la Croë situé dans le sud de la France (où il avait nommé le salon «le Belvédère») au printemps 1938, mais de nombreux biens furent endommagés pendant le transport. En mars 1940, Édouard fut informé que le fort ne lui appartenait plus puisque son mandat lui permettant d'occuper cette résidence attitrée avait expiré à la fin de son règne et n'était pas renouvelé par le souverain actuel, son frère, qui était alors devenu George VI. Cela bouleversa grandement Édouard qui, en 1940, écrivit qu': « Il est clair que cette réservation proposée du Fort par l'utilisation des terres de la Couronne n'est rien de plus que du bluff, et la première excuse que le roi a pu trouver pour me priver de mon droit d'occuper le lieu s'il m'était jamais venu  le désir de le faire... » Édouard pensait que l'incident était un exemple de « l'échec de mon frère de tenir sa parole envers moi » après que le fort lui eût apparemment été réservé s'il devait une fois de plus résider en Angleterre.
En 1977, le fort fut largement utilisé pour le tournage d'Edward and Mrs. Simpson, une sérialisation ITV évoquant la relation d'Édouard et de Wallis.

## Les résidents qui suivirent

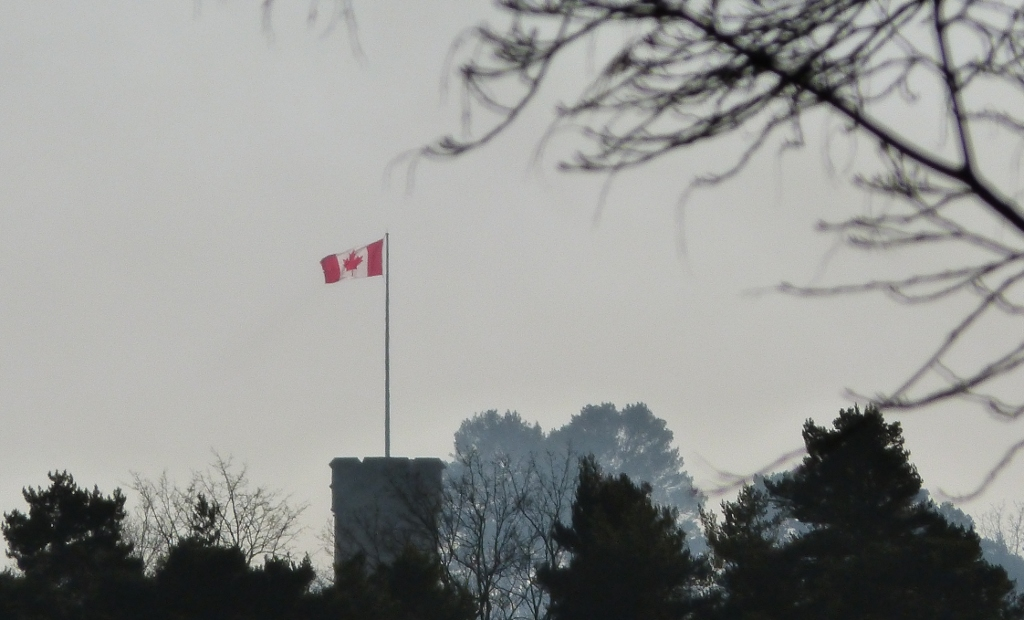
Tour et mât à drapeau du Fort Belvedere, drapeau canadien, janvier 2014.

Le Fort Belvedere resta en grande partie inoccupé pendant les 20 années qui suivirent l'abdication d'Édouard. Le Fort fut utilisé par le Bureau des commissaires aux Terres de la Couronne, qui avait été évacué de ses bureaux situés dans le centre de Londres pendant la Seconde Guerre mondiale. Après la guerre, la résidence resta vide.

### Gerald et Angela Lascelles
En 1953, il fut annoncé que le fort allait être disponible sur un bail de longue durée, et un bail de 99 ans fut acheté par Gerald William Lascelles en 1955. Lascelles était le fils de Henry Lascelles, 6e comte de Harewood et de Mary, princesse royale, l'unique fille du roi George V et de Mary de Teck. Lascelles était un cousin germain de la reine Élisabeth II. Il vécut au fort avec sa femme, Angela (en), et leur fils, Henry. Au début où il l'occupa, Lascelles décrivit la maison comme « tombant en ruines », il rénova le fort, supprimant en grande partie les rénovations qu'Édouard avait faites, sauf la piscine et le chemin de ronde. Les 30-40 pièces du fort furent réduites par la famille Lascelles pour arriver à l'« équivalent d'une maison de huit chambres, dont des quartiers réservés à trois ou quatre employés. Ce sera une maison très facile à gérer ». Angela Lascelles se consacra à l'amélioration et à la rénovation de la maison, ainsi qu'à l'entretien du domaine. La restauration du fort par les Lascelles fut entreprise par Stanley Peters à qui il fallut trois années pour lui redonner son aspect du XVIIIe siècle. Peter rencontra des difficultés pour enlever les chambres qui avaient été ajoutées lorsqu'Édouard était devenu roi. Dans le salon, Peters ajouta une peinture murale réalisée par Oliver Carson représentant Peters dans des vêtements du XVIIIe siècle chassant des papillons. La famille Lascelles revendiqua plus tard le crédit pour les conceptions de Peters, ce qui, par conséquent, causa des dommages irréparables à sa carrière. La pression financière qui suivit le divorce de Gerald Lascelles lui fit vendre la durée restante du bail à l'un des fils de l'émir de Dubaï en 1976.

### Galen et Hilary Weston
Depuis le début des années 1980, le bail du Fort Belvedere est détenu par le magnat milliardaire canadien spécialisé dans le commerce de détail, Galen Weston, et son épouse Hilary. Les Weston ont effectué d'importants travaux au fort, construisant un haras de polo et doublant la taille du lac situé dans le parc.
Les Weston ont une relation étroite avec la famille royale britannique; la Reine mère, la reine Elizabeth, les recevait souvent à Royal Lodge, situé à proximité, et ils ont accueilli la reine Élisabeth II au fort. Le prince Charles joue au polo avec Galen Weston et laisse ses poneys dans les écuries du Fort Belvedere, et le Coworth Park Polo Club de Sunninghill (en), qui se trouve non loin de là, est la base de l'équipe de polo des Weston, les Maple Leafs. Les Weston ont organisé des fêtes notables au Fort Belvedere; la reine Elizabeth et le prince Philip, Noor de Jordanie ainsi que la princesse Caroline de Monaco s'y sont rendus pour assister au 60e anniversaire de Hilary Weston, et un bal organisé en juin 2014 au fort a été couvert avec enthousiasme dans le magazine The Spectator par Taki (en).
Les commissaires au crown Estate restent propriétaires de la pleine propriété, un domaine faisant toujours partie du Great Park.

## Jardins
La superficie du parc au Fort Belvedere était de 100 hectares et comprenait des forêts ainsi qu'un lac.
Lorsqu'il évoquait le fort, Édouard disait: « Au moment où je suis tombé sur lui, il s'agissait d'un méli-mélo pseudo-gothique. Une profusion d'ifs gardait un côté de la maison dans l'ombre perpétuelle, tachant le mur d'une moisissure verte acidulée. Mais la beauté à demi-enterrée de l'endroit sauta à mes yeux. »
La nouvelle passion d'Édouard pour l'aménagement paysager et l'horticulture remplaça brièvement le golf et la chasse, et il demandait souvent à ses visiteurs du week-end, parmi lesquels son frère Bertie, le futur George VI, de l'aider dans l'aménagement paysager du fort. La conceptrice de jardin, Norah Lindsay, travailla également sur le jardin de la forteresse à la demande d'Édouard, elle décrira plus tard comment son « utilisation inhabituelle de roses dans la bordure herbacée » avait justifié son paiement. Édouard planta des roses et des iris le long des murs des remparts. Le Premier ministre Baldwin le complimenta sur la beauté du jardin; faisant des commentaires sur l'« éclat argenté des bouleaux et la délicatesse des teintes automnales » à la fin de l'année 1936. Pendant les mois d'été, Édouard fauchait également le foin dans le domaine entourant le fort et s'adonnait à la construction d'un jardin de rocaille avec de l'eau en cascade pompée dans le village de Virginia Water.

## Canons
Au début du XIXe siècle, trente et un canons en laiton furent déplacés de Cumberland Lodge, une résidence située à proximité, vers la terrasse crénelée se trouvant sur la façade nord du fort. Les canons avaient été fabriqués par Andrew Schalch à la Royal Brass Foundery de Woolwich durant la période 1729-1749. Des tirs de canons eurent lieu pour les anniversaires du roi George IV et d'autres anniversaires royaux jusqu'en 1907, et les premières années où ils furent utilisés, une frégate miniature située sur Virginia Water Lake leur répondait. Le dernier bombardier (en) fut le maître canonnier Turner de la Royal Artillery. Le Bombardier se voyait confier la garde des armes à feu et vivait dans la petite maison des bombardiers (Bombardier’s Cottage), reliée à la résidence principale par une arcade. Les canons auraient été fondus en 1943 dans le cadre de l'effort de guerre s'il n'y avait pas eu l'intervention du chef de la Tower armoury, J.G Mann. Quatre canons furent retirés de la terrasse en 1930 pour être placés par paires aux entrées permettant l'accès au fort.

## Source
- (en) Cet article est partiellement ou en totalité issu de l’article de Wikipédia en anglais intitulé « Fort Belvedere, Surrey » (voir la liste des auteurs).